# Каттабаг
Каттабаг (узб. Kattabogʻ / Каттабоғ) — посёлок городского типа, расположенный на территории Яккабагского района Кашкадарьинской области Республики Узбекистан.

Статус посёлка городского типа с 2009 года.